# 米尔蒙 (多姆山省)
米尔蒙（法語：Miremont，法語發音：[miʁmɔ̃]）是法国多姆山省的一个市镇，属于里永区。

## 地理
米尔蒙（45°53'55"N, 2°43'1"E）面积36.79 平方千米，位于法国奥弗涅-罗讷-阿尔卑斯大区多姆山省，该省份为法国中南部省份，北起阿列省接壤，东临卢瓦尔省，南至上盧瓦爾省和康塔爾省，西接科雷兹省和克勒兹省。
与米尔蒙接壤的市镇（或旧市镇、城区）包括：莱桑西兹-孔普斯、沙朗萨、拉古泰勒、朗多涅、蓬托米尔、圣雅克当比尔、圣普列斯特德尚、维洛桑日。

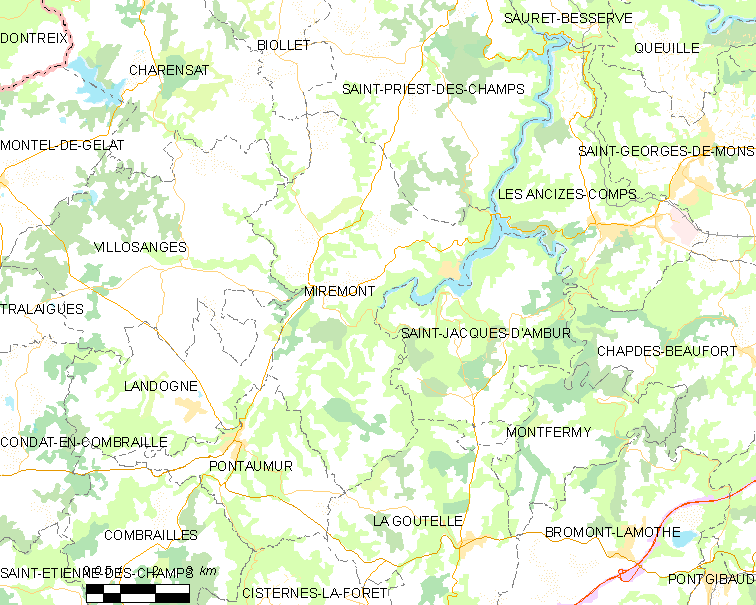
的OSM定位图

米尔蒙的时区为UTC+01:00、UTC+02:00（夏令时）。

## 行政
米尔蒙的邮政编码为63380，INSEE市镇编码为63228。

## 政治
米尔蒙所属的省级选区为圣乌尔斯县。

## 人口

1962-2008年间人口变化图示

米尔蒙于2022年1月1日时的人口数量为295人。